# Alberto Cattaneo
Alberto Sergio Cattaneo (* 26. Juni 1967 in Mailand) ist ein italienischer Mathematiker, der sich mit Mathematischer Physik, Differentialgeometrie und Algebraischer Topologie befasst.

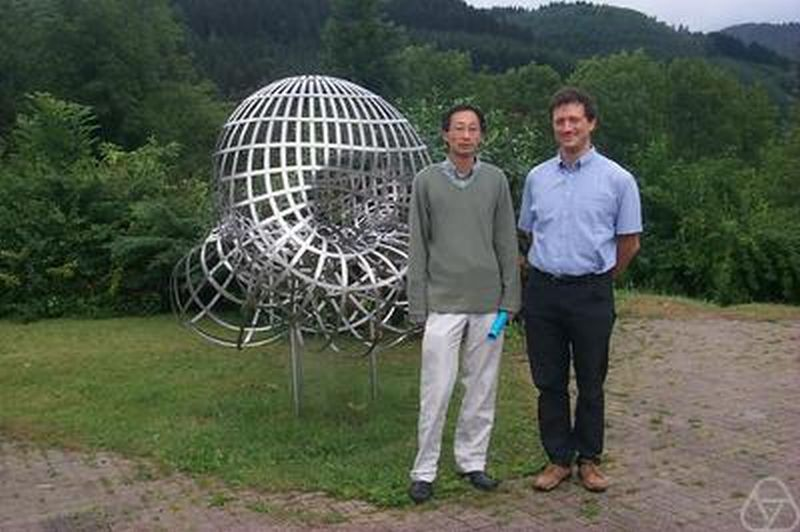
Alberto Cattaneo (rechts) mit Ping Xu, Oberwolfach 2003

Cattaneo machte 1986 sein Abitur am Liceo A. Volta in Mailand und studierte Physik an der Universität Mailand mit dem Laurea-Abschluss 1991 bei Luciano Girardello (Untersuchung der Lokalisierungseigenschaften quasiperiodischer Ketten mit der Real-Space-Renormierungsgruppe, italienisch). 1995 wurde er in Mailand bei Maurizio Martellini in Theoretischer Physik promoviert (Topologische BF Theorien und Knoteninvarianten). Als Post-Doktorand war er bis 1997 bei Arthur Jaffe an der Harvard University und danach bei Paolo Cotta-Ramusino an der Universität Mailand. 1998 wurde er Assistenzprofessor und 2003 ordentlicher Professor an der Universität Zürich.
2001 war er in Harvard bei Raoul Bott und 2005 am IHES.
Er befasst sich seit seiner Dissertation mit topologischen Feldtheorien mit Anwendung auf Knotentheorie. Mit Giovanni Felder entwickelte er eine Pfadintegral-Interpretation der Deformationsquantisierung von Poisson-Mannigfaltigkeiten von Maxim Kontsevich.
Er ist Fellow der American Mathematical Society. Er war Invited Speaker auf dem Internationalen Mathematikerkongress 2006 in Madrid (From topological field theory to deformation quantization and reduction).

## Schriften
- mit A. Bruguières, B. Keller, C. Torossian Déformation, Quantification, Théorie de Lie, Panoramas et Synthése 20, 2005